# جوناثان بالمر (لاعب كرة قدم أمريكية)
جوناثان بالمر (بالإنجليزية: Jonathan Palmer)‏ هو لاعب كرة قدم أمريكية أمريكي، ولد في 3 ديسمبر 1983 في ديكاتور في الولايات المتحدة.